# Jodły Ostrzeszowskie
Jodły Ostrzeszowskie este o arie protejată (sit de importanță comunitară — SCI) din Polonia întinsă pe o suprafață de 8,58 ha, integral pe uscat.

## Localizare
Centrul sitului Jodły Ostrzeszowskie este situat la coordonatele 51°25′46″N 17°59′31″E / 51.4294°N 17.992°E.

## Înființare
Situl Jodły Ostrzeszowskie a fost declarat sit de importanță comunitară în decembrie 2012 pentru a proteja un număr necunoscut de specii din flora spontană și fauna sălbatică aflate în arealul zonei.

## Biodiversitate
Situată în ecoregiunea continentală, aria protejată conține 4 habitate naturale: Pajiști cu Molinia pe soluri calcaroase, turboase sau argilos-nămoloase (Molinion caeruleae), Mlaștini împădurite, Păduri aluvionare cu Alnus glutinosa și Fraxinus excelsior (Alno-Padion, Alnion incanae, Salicion albae), Păduri de brad Holy Cross (Abietetum polonicum).
La baza desemnării sitului se află un număr nedeclarat de specii protejate.